# Triton-Tumor
Der Triton-Tumor ist eine Form des seltenen malignen peripheren Nervenscheidentumors (MPNST) und gehört zu den bösartigen Weichteiltumoren des Bindegewebes. Im Gegensatz zum MPNST enthält der Triton-Tumor zusätzlich zu Schwannomzellen Anteile eines Rhabdomyosarkoms (Rhabdomyoblasten).
Synonyme sind: MPNST mit rhabdomyosarkomatöser Differenzierung; MTT; Nervenscheidentumor, maligner peripherer, mit rhabdomyosarkomatöser Differenzierung
Neben dem malignen Triton-Tumor gibt es auch eine gutartige Form, den benignen Triton-Tumor. Dieser auch als Neuromuskuläres Hamartom bezeichnete seltene Tumor besteht aus gut differenzierten gestreiften Muskelfasern vermischt mit peripheren Nervenfasern.
Die Erstbeschreibung des Triton-Tumors stammt aus dem Jahre 1932 durch den französisch-kanadischen Pathologen Claude L. Pierre Masson (1880–1959).
Die Bezeichnung „Triton-Tumor“ wurde im Jahre 1973 erstmals von James M. Woodruff und Mitarbeitern verwendet.
Der Name bezieht sich auf den Triton-Salamander.

## Verbreitung
Dieser Tumor macht etwa 5 % aller MPNST aus. Meist tritt er vor dem 35. Lebensjahr auf, bei Kindern ist er sehr selten.

## Ursache
Eine Ursache ist nicht bekannt. Meist liegt eine Neurofibromatose Typ 1 vor (in 40–70 %).

## Klinische Erscheinungen
Klinische Kriterien sind:
- Lokalisation meist am Körperstamm, Hals und Kopf
- Ursprung meist von den Hauptnervensträngen wie Ischiasnerv, Plexus brachialis und Plexus lumbosacralis

Andere Lokalisationen sind sehr selten.

## Therapie und Prognose
Die Behandlung der Wahl ist die radikale Exzision. Die Fünfjahresüberlebensrate wird mit etwa 12 % angegeben.